# Ephemeroidea
Ephemeroidea is een geslacht van vlinders van de familie bloeddrupjes (Zygaenidae), uit de onderfamilie Procridinae.

## Soorten
- E. ariel Hampson, 1892
- E. cyanea Jordan, 1908
- E. flavocincta Hampson, 1892
- E. virescens Snellen, 1903